# Ādaži
El municipi de Adaži (en letó: Adažis novads) és un dels 110 municipis de la República de Letònia, que es troba localitzat al centre del país bàltic, i que té com a capital la localitat de Adaži. El municipi va ser creat l'any 2009 després de la reorganització territorial.

## Ciutats i zones rurals
- Adažu pagasts (zona rural)

## Població i territori
La seva població està composta per un total de 9342 persones (2009). La superfície del municipi té uns 162,9 kilòmetres quadrats, i la densitat poblacional és de 57,35 habitants per kilòmetre quadrat.